# 284
| 284                |
| ------------------ |
| Dødsfald - Fødsler |
|                    |

| Gregoriansk kalender | 284 CCLXXXIV            |
| Ab urbe condita      | 1037                    |
| Armensk kalender     | I/T                     |
| Kinesiske kalender   | 2980 – 2981 癸卯 – 甲辰 |
| Etiopisk kalender    | 276 – 277               |
| Jødisk kalender      | 4044 – 4045             |
| Hindukalendere       |                         |
| - Vikram Samvat      | 339 – 340               |
| - Shaka Samvat       | 206 – 207               |
| - Kali Yuga          | 3385 – 3386             |
| Iransk kalender      | 338 BP – 337 BP         |
| Islamisk kalender    | 349 BH – 348 BH         |

Se også 284 (tal)

## Begivenheder
- 20. november – Diocletian bliver romersk kejser.